# 천위눙
천위눙(중국어: 陈玉侬, 병음: Chen Yunong, 한자음: 진옥농, 1998년 4월 27일 ~ )은 중화인민공화국의 바둑 기사이다. 랴오닝성 단둥시 출신으로 중국기원 소속의 6단이다.

## 경력
랴오닝성 단둥시에서 태어났다. 2013년 프로 바둑에 입단하여 2014년 제2회 바이링배와 2015년 제2회 몽백합배 세계 바둑 오픈전 예선에 출전했지만 린수양과 쿵제에게 패해 탈락했다. 2016년 제3회 바이링배와 제1회 신아오배 세계바둑오픈 예선에도 출전하여 대한민국의 박민규와 변상일에게 져서 본선에 오르지 못했다.
2019년 제24회 LG배 세계기왕전 예선에서 탈락했고 제24회 삼성화재배 월드 바둑마스터스 통합 예선에서는 한우진과 김준석에게 연이어 승리를 거뒀지만 차오샤오양에게 져서 본선 진출에 실패했다. 2020년에 6단으로 승단했다.